# Van Halen
范·海伦，是一支美国重金属摇滚乐队，因乐队吉他手艾迪·范·海伦及其兄鼓手艾力克斯·范·海伦而得名。該樂隊於2007年入選搖滾名人堂。
1974年至1985年，范·海倫由埃迪·範·海倫組成； 艾迪的兄弟，鼓手亞歷克斯·範·海倫； 主唱大衛·李·羅斯； 和貝斯手/主唱邁克爾·安東尼。[6] 1978年發行後，樂隊的首張同名專輯在美國告示牌流行音樂排行榜上名列第19位，並在美國銷量超過1000萬張，達到白金唱片地位。 到 1982 年，樂隊又發行了四張專輯（《Van Halen II》、《Women and Children First》、《Fair Warning》和《Diver Down》），所有專輯均已獲得多白金認證。 到 20 世紀 80 年代初，範·海倫 (Van Halen) 已成為當時最成功的搖滾樂隊之一。[7] 專輯《1984》取得了商業上的成功，在美國銷量達 1000 萬張，並有四首成功的單曲。 其主打單曲“Jump”是樂隊唯一的美國冠軍單曲。
1985年，羅斯離開樂隊開始獨唱生涯，並由前蒙特羅斯主唱薩米·哈加爾(Sammy Hagar)接替。 與 Hagar 一起，該樂隊在 11 年的時間裡發行了四張美國排名第一的多白金專輯（1986 年的 5150 張、1988 年的 OU812、1991 年的 For Unlawful Carnal Knowledge 和 1995 年的 Balance）。 Hagar 於1996 年在樂隊首張精選集《Best Of – Volume I》發行前不久離開了樂隊。前Extreme 主唱Gary Cherone 接替了Hagar，並於1998 年與樂隊錄製了商業上不成功的專輯Van Halen III，隨後於1998 年分道揚鑣。 1999 年，範·海倫(Van Halen) 陷入停頓，直到2003 年與Hagar 重聚，並於2004 年進行了全球巡演，並推出了雙碟精選專輯《The Best of Both Worlds 》。 2005年，Hagar再次離開Van Halen。2006年，Roth回歸，但貝斯手安東尼的位置被Eddie的兒子Wolfgang Van Halen取代。 2012年，樂隊發行了他們的最後一張錄音室專輯《A Different Kind of Truth》，該專輯在商業和評論界都取得了成功。 這也是 Van Halen 28 年來與 Roth 合作的第一張專輯，也是唯一一張以沃爾夫岡為主角的專輯。
截至2019年3月，範·海倫在美國唱片工業協會（RIAA）美國最暢銷藝術家排行榜上排名第20位； 該樂隊已在美國售出 5600 萬張專輯[8][9]，在全球售出超過 8000 萬張專輯，使他們成為有史以來最暢銷的樂隊之一。[10][11][12] 截至 2007 年，範海倫是美國僅有的五支擁有兩張錄音室專輯且銷量超過 1000 萬張的搖滾樂隊之一[13]，並與獲得多白金專輯最多的美國樂隊並列。 此外，範·海倫 (Van Halen) 已在公告牌主流搖滾排行榜上獲得了 13 首單曲冠軍。 VH1 在有史以來 100 名硬搖滾藝術家名單中將樂隊排名第七。[14] 艾迪於2001年被診斷出患有癌症，並於2020年10月6日因病去世。[15][16][17] 父親去世一個月後，沃爾夫岡證實範·海倫已經解散。[1]

## 历史
艾迪·范·海伦和艾力克斯·范·海伦出生于荷兰，20世纪60年代随父母移民到加利福尼亚。兄弟俩自孩童时期受到古典音乐的训练。后两人开始接触吉他和鼓，从此走上摇滚道路。开始他们组成了一个叫做“猛犸”的乐队，1974年，贝斯手麦克尔·安东尼和主唱（David Lee Roth）加入，乐队也改名为范·海伦。70年代中期，乐队在洛杉矶附近演出，被华纳公司发现。1978年他们出了第一张专辑，名字就叫做《范·海伦》，专辑中的音乐技巧和曲目编排都有独到之处，很快就成为摇滚乐界最出色的首发专辑之一。1979年发行了相似风格的后续专辑《范·海伦II》，同样获得成功。专辑中还有一首上榜单曲，这是乐队曲目第一次上榜。
1981年范·海伦发行专辑《公正的警告》（Fair Warning），此专辑制作过程中，主唱罗斯和艾迪·范·海伦的创作理念的冲突开始凸现。罗斯倾向于流行风格，但艾迪则更想尝试严肃的试验性质的音乐。专辑推出后当时的销售并不理想，但很多乐迷现在却认为这是范·海伦最好的专辑之一。1982年专辑《下潜》（Diver Down）发行，其中包括翻唱罗伊·奥比森的《漂亮女人》。之后乐队开始制作，同时成为美国演唱费最高的摇滚团体，一场90分钟演出收费100万。
1984年发行的专辑《1984》被认为是乐队的颠峰之作。专辑中大量使用电子键盘和合成器。其中主打歌曲《跳》（Jump）登上流行排行第一名，这是范·海伦的唯一一个榜首单曲。但随着乐队的成功，乐队内部的矛盾却激化，羅斯于1985年离开乐队。
1985年山米·海格加入乐队成为新主唱。1986年乐队推出了新专辑《5150》，登上排行榜专辑第一名的位置。山米·海格的加入给范·海伦带来更大的商业成功，歌词变得更加通俗，曲风也更靠向流行音乐。乐队吸引了更加广泛的听众，但部分忠实歌迷却认为海格时期的音乐偏“软”。在山米·海格主唱时期，范·海伦一共出了4张专辑，每张都到达过榜首位置，1991年乐队获得了格莱美奖。
1996年，山米·海格由于和范·海伦兄弟发生争执而离开乐队。不久以后原主唱羅斯有同乐队復合的迹象，但是最终，旧有的矛盾使得羅斯无法重回乐队。被招募为新任主唱。1998年，乐队发行了《范·海伦III》，由于风格與羅斯时期和海格时期又有不同，这张专辑成绩并不理想。

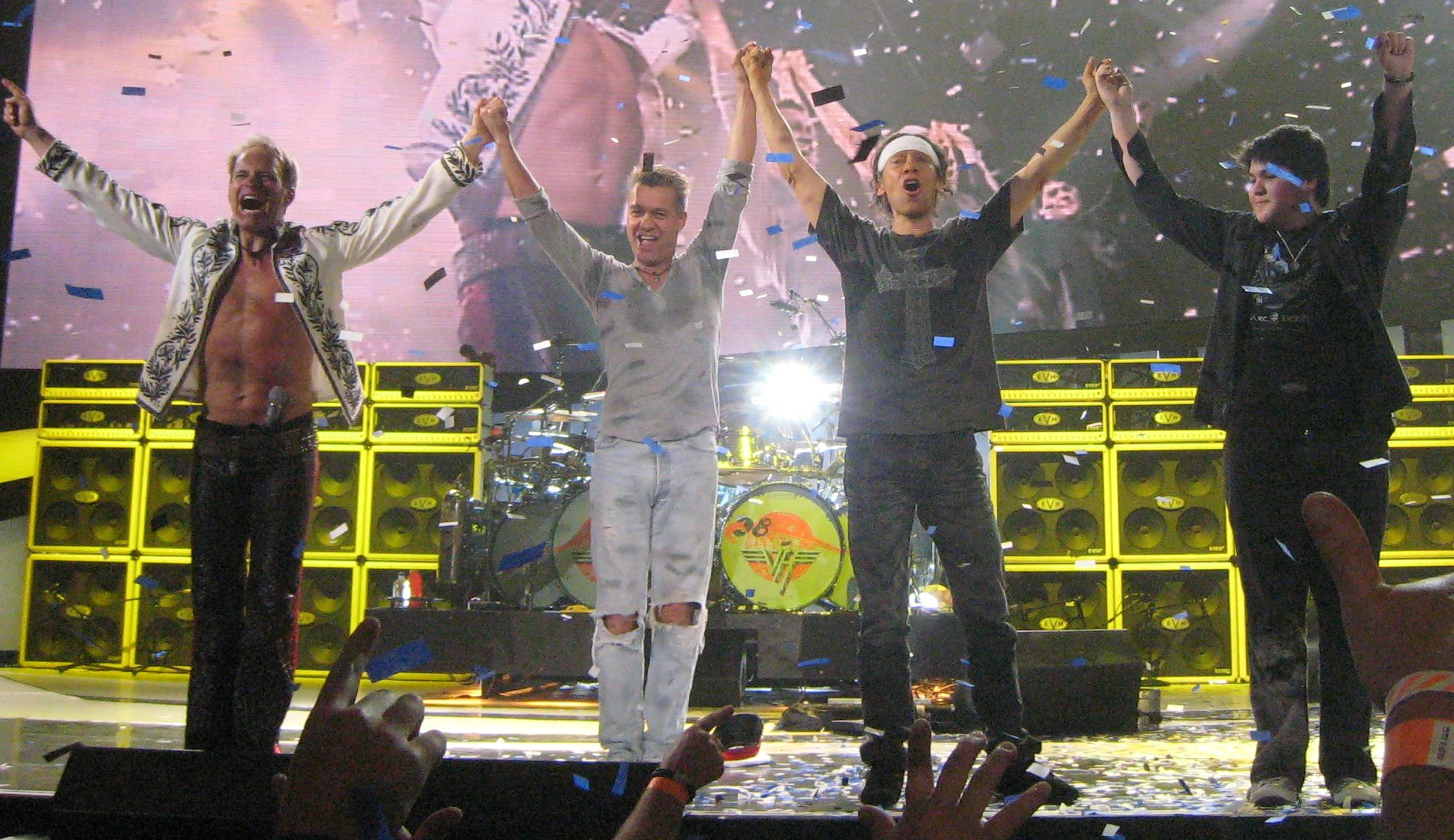
2008年的范·海倫，在台上對觀眾致意。

目前羅斯已於2006年重回樂團懷抱，在經歷過巡迴演唱會之後，他們預定於十月底開始錄製新專輯。
2020年10月6日，吉他手艾迪·范海倫因癌症去世，享壽65歲。而在2020年9月26日，創團貝斯手馬克·史東（Mark Stone）也因癌症逝世。

## 成員列表

### 現任團員
- 主唱 - David Lee Roth (1974–1985, 1996, 2000–2001, 2006–現在)
- 貝斯、合聲 - Wolfgang Van Halen (2006–present)
- 鼓、打擊樂器 - Alex Van Halen (1972–present)

### 離任團員
- 主奏吉他、鍵盤、合聲 - Eddie Van Halen (1972–2020)；於2020年逝世
- 主唱、節奏吉他 - Sammy Hagar (1985–1996, 2003–2005)
- 主唱 - Gary Cherone (1996–1999)
- 貝斯 - Mark Stone (1972-1974)；於2020年逝世
- 貝斯、合聲 - Michael Anthony (1974–2002, 2004–2005)

## 作品列表

### 錄音室專輯
- 1978 - Van Halen
- 1979 - Van Halen II
- 1980 - Women and Children First
- 1981 - Fair Warning
- 1982 - Diver Down
- 1984 - 1984
- 1986 - 5150
- 1988 - OU812
- 1991 - For Unlawful Carnal Knowledge
- 1995 - Balance
- 1998 - Van Halen III
- 2010 - Encore
- 2012 - A Different Kind Of Truth

### 現場專輯
- 1993 - Live: Right Here, Right Now

### 精選集
- 1996 - Best of Volume I
- 2004 - The Best of Both Worlds

## 遊戲
- 《吉他英雄：范·海伦》（2009年12月22日）

## 轶闻
在一份1982年签订的巡演条款里面一条规定，要求演出场地单位要提供一碗M&M's巧克力豆，并且要剔除掉所有棕色的巧克力豆。甚至出现因为未能满足该要求而罢演的情况。乐队后来解释道这个条款主要为了考验场地单位是否仔细阅读条款，而保证场地单位具有足够的活动承办经验，能提供符合演出安全的场地。